# Порештина
Порештина је географско-историјски назив за дио западне Истре површине 350 km². Обухвата простор између ушћа ријеке Мирне на сјеверу и Лимскога канала на југу, док источна граница Порештине иде успорендо с државном цестом Д3 Пула—Бује. Највеће насеље и главно средиште Порештине је Пореч. Осим Пореча, административно обухвата и општине Каштелир-Лабинци, Свети Ловреч, Вишњан, Вижинада и Врсар са 178 насеља у којима живи 26.229 становника, с густином насељености од 75 ст./km².